# Juliette Gréco
Pour les articles homonymes, voir Greco.
Juliette Gréco, née le 7 février 1927 à Montpellier (Hérault) et morte le 23 septembre 2020 à Ramatuelle (Var), est une chanteuse et actrice française, surnommée « La muse de Saint-Germain-des-Prés ».
Figure emblématique de la chanson française « à texte », avec une carrière s’étalant sur près de sept décennies, elle est notamment célèbre pour avoir été l'interprète d'auteurs tels que Raymond Queneau, Jean-Paul Sartre, Jacques Prévert, Jacques Brel, Léo Ferré, Guy Béart, Serge Gainsbourg et Boris Vian.

## Biographie

### Fille et sœur de résistantes déportées
Juliette Gréco est née en 1927 à Montpellier d'un père d'origine corse, le commissaire de la police des jeux sur la Côte d'Azur Gérard Gréco, et d'une mère issue d'une famille bordelaise, Juliette Lafeychine (1899-1978). Ses parents s'étant séparés, elle est élevée, avec sa sœur aînée, Charlotte (1924-2021), à Bordeaux, par leurs grands-parents maternels, qui meurent tous deux en 1933. Leur mère les rejoint alors et les emmène toutes les deux à Paris. Passionnée de danse, Juliette est petit rat à l'Opéra Garnier, en 1939.
La deuxième guerre mondiale ayant éclaté en 1940, la famille retourne dans le sud-ouest de la France, en Dordogne. Les filles sont scolarisées chez les « Dames noires », l'Institut Royal d'éducation Sainte Jeanne d'Arc à Montauban. C'est là que leur mère, opposée au maréchal Pétain, se rallie au général De Gaulle et participe à une filière d'évasion vers l'Espagne et Gibraltar via Bordeaux. Elle est arrêtée en 1943. Les deux sœurs s'enfuient par le premier train pour Paris mais sont suivies par un des agents de la Gestapo de Périgueux.
Elles sont brutalement capturées cinq jours plus tard, devant le café Pampam, place de la Madeleine, et emmenées au siège de la Gestapo, 80, avenue Foch. Charlotte est torturée, et Juliette est violemment battue — mais après avoir réussi, en se rendant aux toilettes, à jeter les documents compromettants que sa sœur, agent de liaison, transportait pour la Résistance. Elles sont emprisonnées à la maison d'arrêt de Fresnes.
La mère et la sœur aînée sont déportées à Ravensbrück, où elles se retrouvent dans le même bloc que Denise Jacob, rejointes en février 1944 par Geneviève de Gaulle-Anthonioz. Elles en reviennent, après la libération du camp par l'Armée rouge, le 30 avril 1945.
En raison de son jeune âge, Juliette, elle, est libérée. Après avoir récupéré ses affaires au siège de la Gestapo française dans le 16e arrondissement de Paris, elle se retrouve seule et sans ressources « sur l'avenue la plus belle du monde, l'avenue Foch », avec un ticket de métro en poche. Elle se rend alors chez la seule personne de sa connaissance résidant dans la capitale, Hélène Duc, qui a été, avant la guerre, son professeur de français. Elle sait que cette amie de sa mère habite près de l'église Saint-Sulpice, 20, rue Servandoni. L'adolescente y est logée et prise en charge. Elle s'habille des vêtements des garçons de la maison, les seuls disponibles, et d'une paire de chaussures donnée par une amie d'Hélène Duc, l’actrice Alice Sapritch. Elle invente là le « style Saint-Germain ».

### Saint-Germain-des-Prés
Le quartier Saint-Germain-des-Prés est à deux pas de là et, en 1945, Juliette découvre le bouillonnement intellectuel de la rive gauche et la vie politique à travers les Jeunesses communistes. Hélène Duc l'envoie suivre les cours d'art dramatique dispensés par Solange Sicard. Juliette décroche quelques rôles au théâtre (Victor ou les Enfants au pouvoir en novembre 1946) et travaille dans une émission de radio consacrée à la poésie.

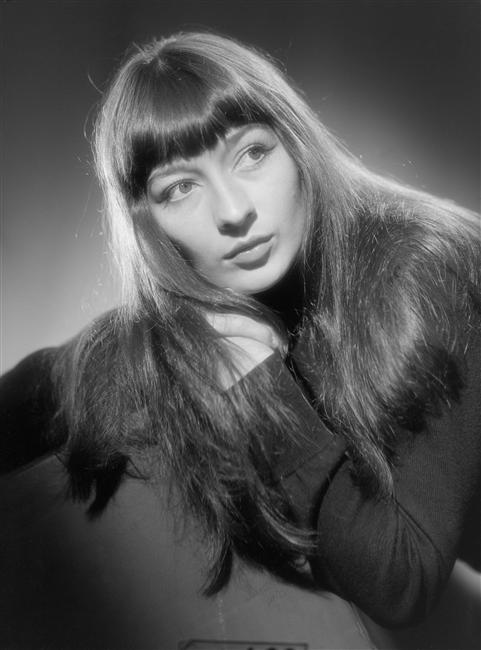
En 1950, elle pose pour le Studio Harcourt, cheveux longs et frange.

Juliette noue des relations amicales avec de jeunes artistes (elle vit un temps avec le peintre Bernard Quentin au 7, rue Servandoni) et intellectuels du quartier de Saint-Germain-des-Prés, dont Anne-Marie Cazalis et Boris Vian. Jean-Paul Sartre lui permet de s'installer à l'hôtel La Louisiane où il réside. Elle occupe la chambre 10, la seule qui ait une baignoire avec de l'eau chaude.

### Débuts

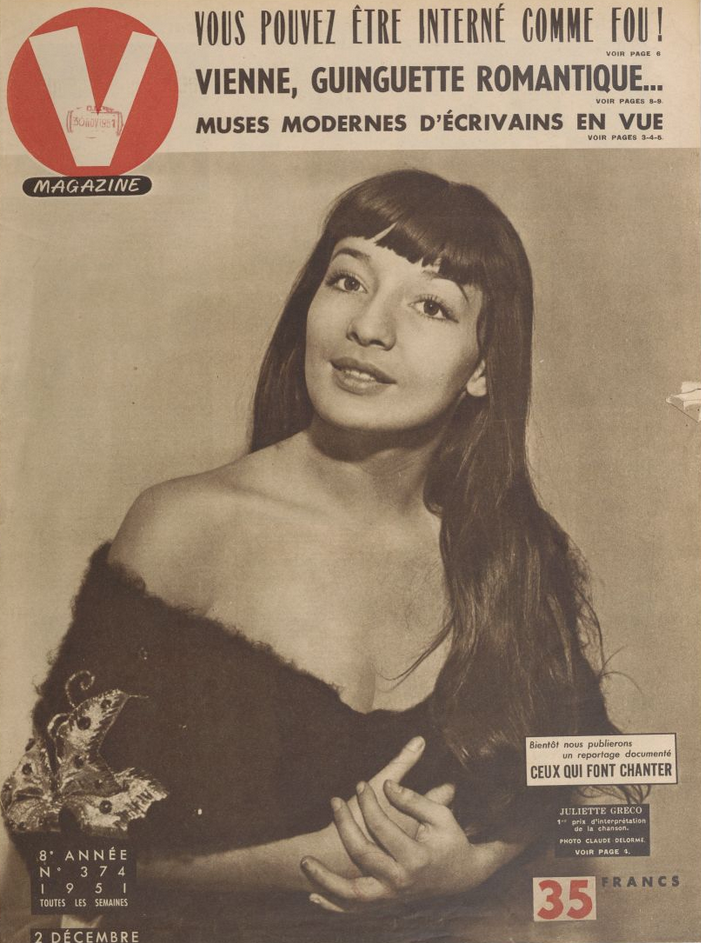
Juliette Gréco dans V Magazine en 1951.

En 1949, disposant d'un riche répertoire (de Jean-Paul Sartre à Boris Vian...), Juliette Gréco participe à la réouverture du cabaret Le Bœuf sur le toit. Elle rencontre cette année-là le trompettiste américain Miles Davis, dont elle tombe amoureuse. Il hésite à l'épouser, les unions entre Noirs et Blancs sont alors illégales dans de nombreux États américains. Finalement, Miles Davis ne voulant pas lui imposer une vie aux États-Unis en tant qu'épouse d'un Noir américain, et elle ne voulant pas abandonner sa carrière en France, ils renoncent au mariage et Miles retourne à New York à la fin mai.

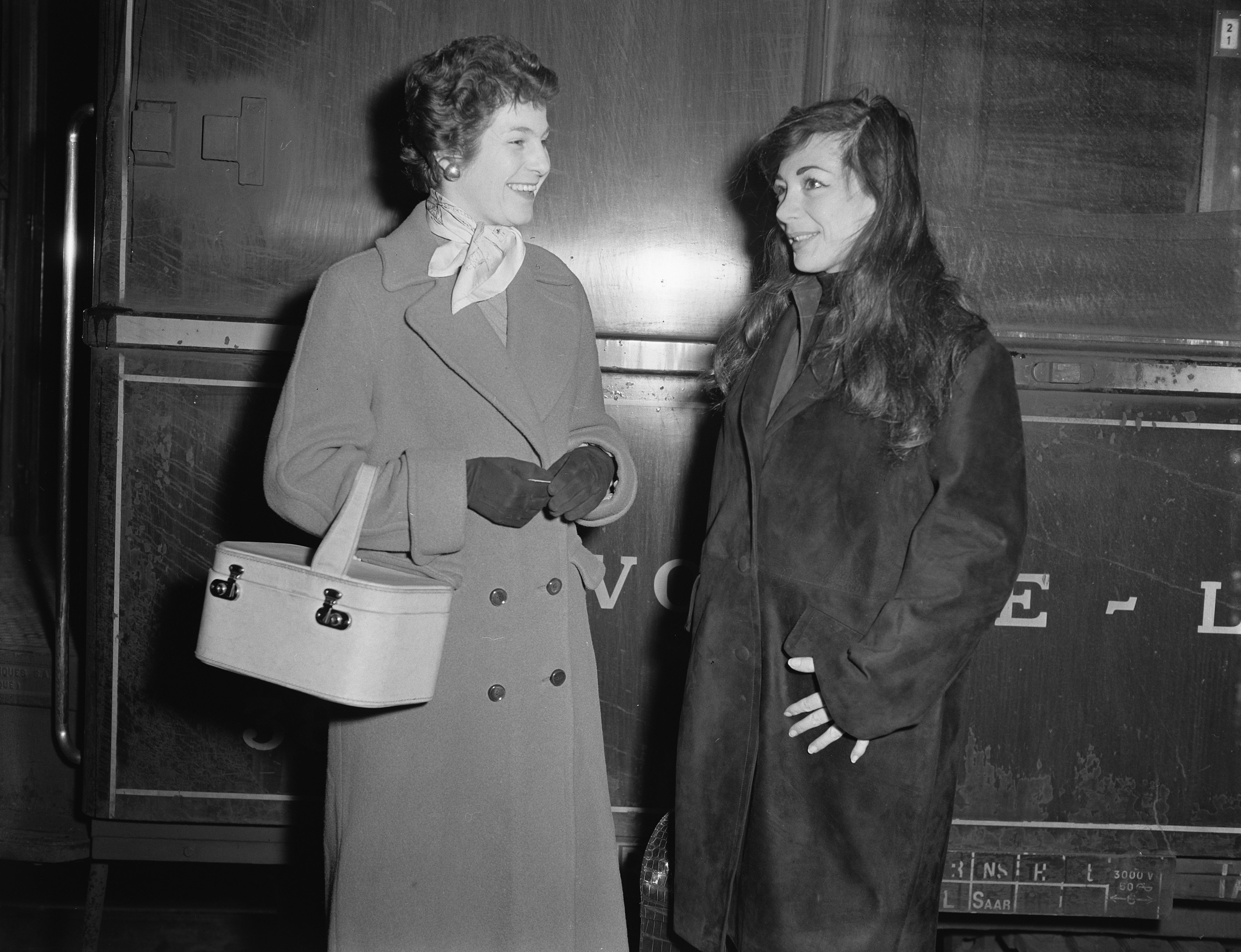
En 1956

En 1951, elle reçoit le prix de la SACEM pour Je hais les dimanches. En 1952, elle part en tournée au Brésil et aux États-Unis dans la revue April in Paris. En 1954, elle chante à l'Olympia. En mai 1958, son ami Boris Vian devient son directeur artistique (label Fontana, filiale de Philips) et demande à André Popp de composer pour elle Musique mécanique (auteur : Boris Vian), La Complainte du téléphone (auteur : François Billetdoux) et De Pantin à Pékin (auteur : Pierre Delanoë).
Elle rencontre le comédien Philippe Lemaire sur le tournage du film Quand tu liras cette lettre de Jean-Pierre Melville, et l'épouse le 25 juin 1953. Ils divorcent en 1956 après la naissance de leur fille Laurence-Marie (née le 24 mars 1954 et morte en 2016).
Elle repart pour New York et ses interprétations des plus grands auteurs français enthousiasment le public américain[réf. nécessaire].

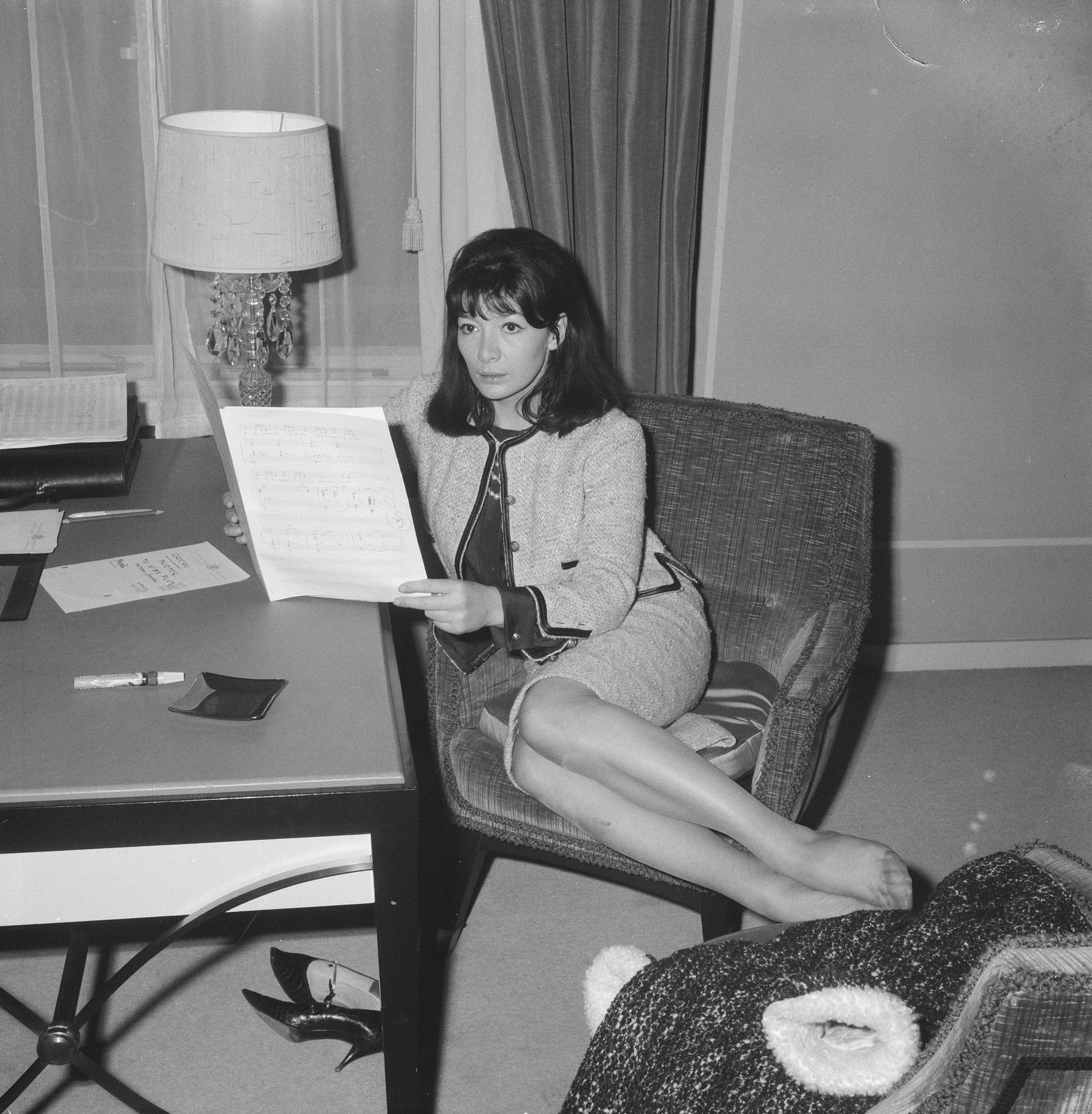
Le 25 janvier 1962, de passage à Amsterdam.

Mel Ferrer, qu'elle a rencontré sur le tournage d’Elena et les Hommes de Jean Renoir (1956) et est devenu un de ses « grands copains », lui téléphone depuis Mexico où va se tourner son prochain film, car il pense qu'elle conviendrait « à son producteur qui cherche une Française pour un "petit mais très intéressant rôle" dans Le soleil se lève aussi dirigé par Henry King ». 
C'est ainsi qu'elle fait la connaissance de Darryl F. Zanuck, avec qui elle entame une relation amoureuse. Elle tourne dans quelques-unes de ses productions, notamment Les Racines du ciel (John Huston, 1958) et Drame dans un miroir (Richard Fleischer, 1960), films dans lesquels elle partage l'affiche avec Orson Welles. Mais sa relation avec Zanuck est houleuse car celui-ci, dixit Juliette Gréco, « possessif et passionné. […] a vécu avec moi une aventure exotique, mais finalement douloureuse, malheureusement ». En même temps que s'achève sa relation avec Darryl Zanuck, c'est avec le film d'aventure Le Grand Risque (Richard Fleischer, 1961) que s'achève sa carrière « hollywoodienne », sans qu'elle ait jamais mis les pieds dans les studios américains de la 20th Century Fox.

### Consécration

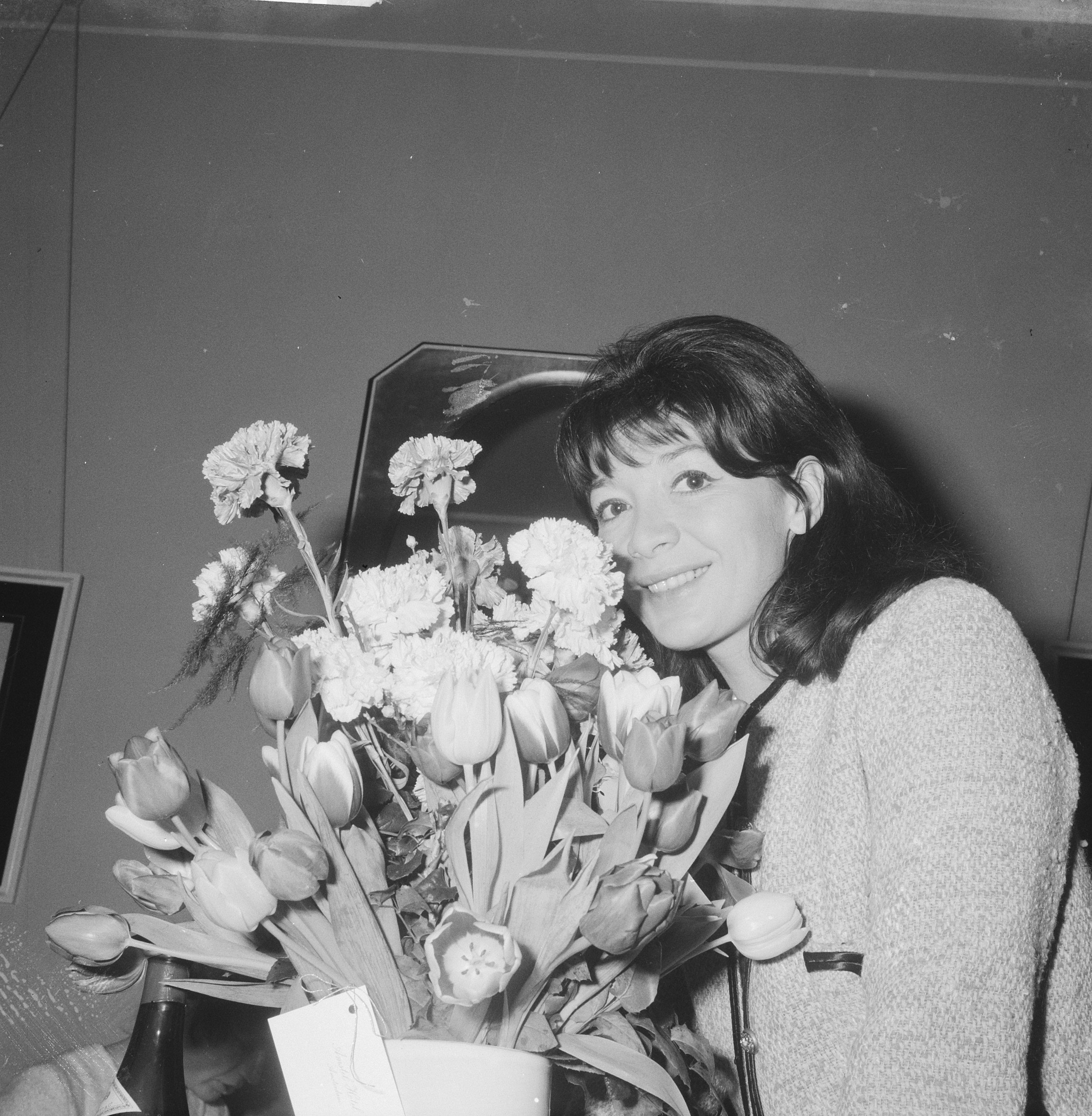
A Amsterdam en 1962

Au début des années 1960, elle revient à la chanson et ne la quitte plus. Elle chante notamment Jacques Brel, Léo Ferré, Guy Béart et aussi Serge Gainsbourg, qui est alors un quasi-inconnu.
Certaines de ses chansons sont censurées pour cause d’antimilitarisme ou d’immoralité.

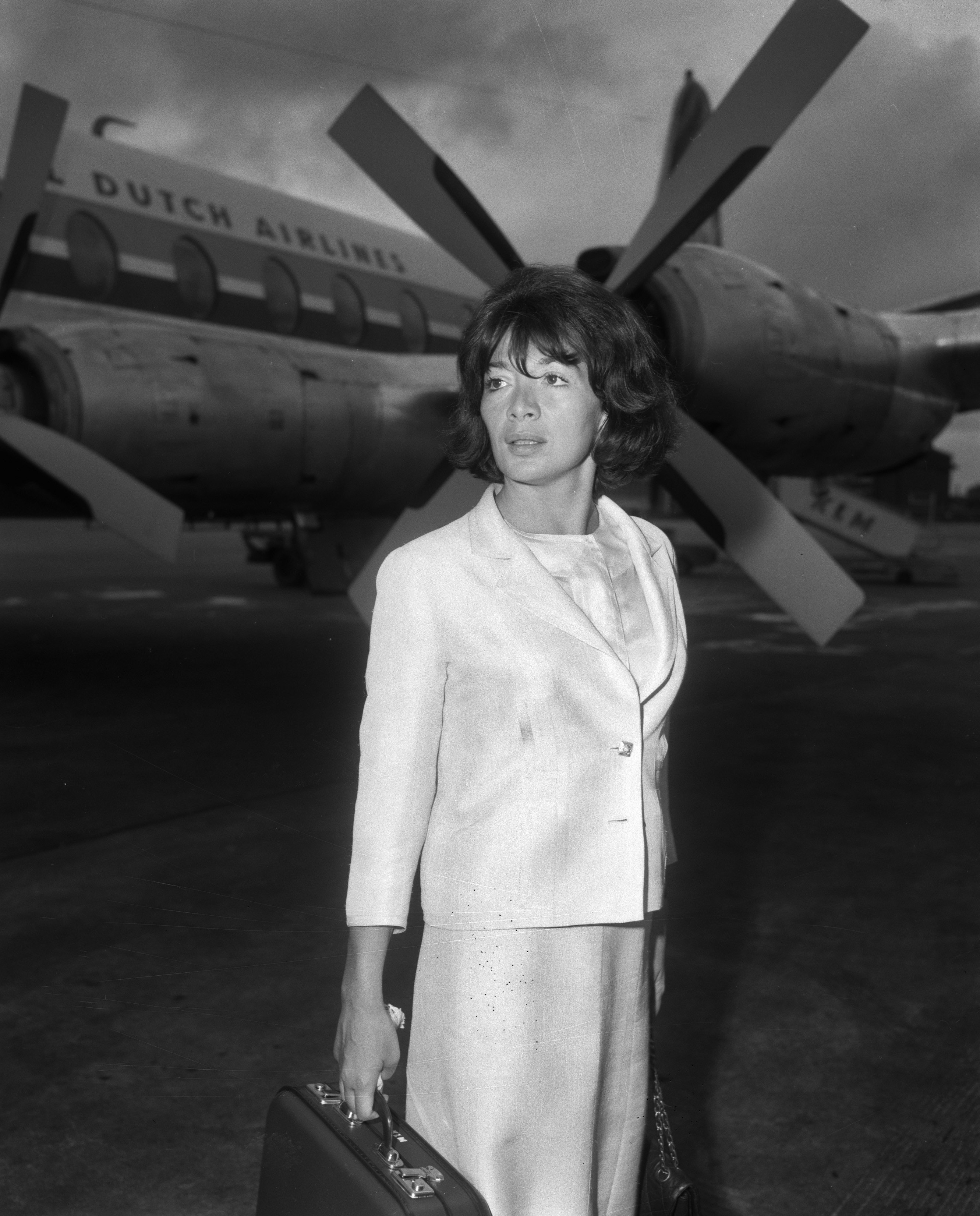
A l'aéroport d'Amsterdam-Schiphol en 1964

En 1962, elle fait partie des premiers actionnaires de Minute. À cette époque le journal, fondé par Jean-François Devay, médaillé de la Résistance, « est alors plutôt tourné vers l’actualité « people » [...] et s’inscrit dans la lignée des journaux satiriques »[réf. nécessaire] du moment. Il compte parmi ses premiers actionnaires des personnalités comme Françoise Sagan, Eddie Barclay, Fernand Raynaud, Alain Griotteray ou encore Marcel Dassault.
En 1965, elle se produit gratuitement dans les maisons des jeunes et de la culture de la banlieue parisienne, devant un public constitué d'étudiants et d'ouvriers. Toujours en 1965, elle tient un rôle de premier plan dans le feuilleton télévisé Belphégor ou le Fantôme du Louvre. La même année, lors d'un « dîner de têtes d'affiches » organisé par le magazine Télé 7 jours, elle est assise aux côtés de Michel Piccoli, dont elle tombe amoureuse. Ils se marient en 1966 et se séparent en 1977.

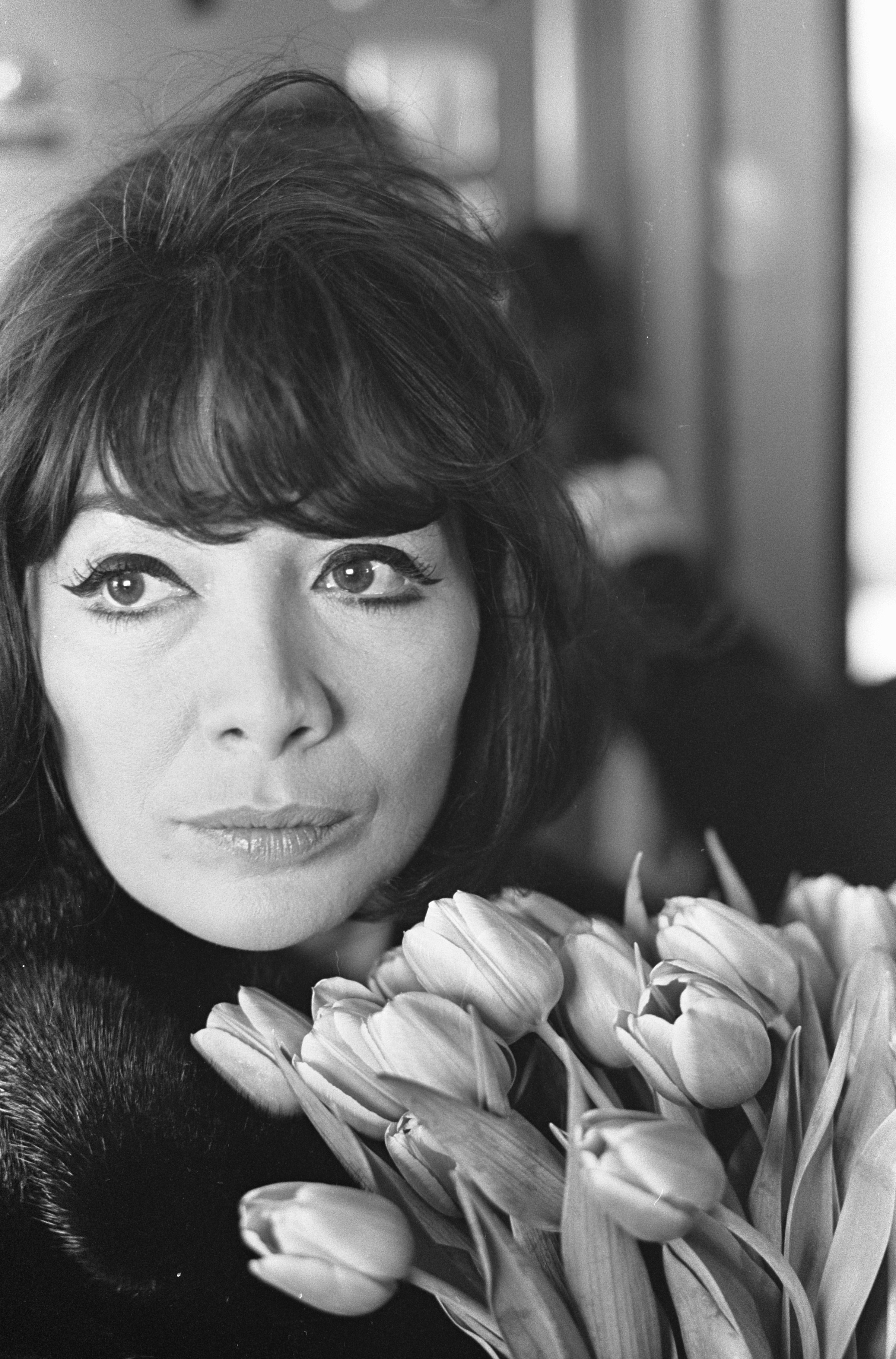
Le 29 mars 1966, à l'aéroport d'Amsterdam-Schiphol.

Du 16 septembre au 23 octobre 1966, le TNP accueille pour la première fois dans sa grande salle (2 800 places) du palais de Chaillot deux chanteurs : Juliette Gréco et Georges Brassens.
En 1968, elle inaugure la formule des concerts de 18 h 30 au théâtre de la Ville à Paris. Elle y interprète l'une de ses plus célèbres chansons, Déshabillez-moi.
En 1967 parait le disque Octobre, distribué uniquement en Union soviétique. Cette chanson interprétée par Juliette Gréco, écrite par Jean Dréjac et composée par Philippe Gérard, tous deux sympathisants communistes, raconte la révolution d'octobre 1917.
Attentive au mouvement de Mai 68, elle héberge chez elle quelques jours Alain Krivine, menacé d’arrestation. Elle adhère au Mouvement de la paix.
Elle enregistre en avril 1969 un titre de Didier Rimaud à la demande de son ami François Rauber, Faudrait aller plus loin, chanson intégrée à l'album Difficile amour de Bernard Geoffroy.

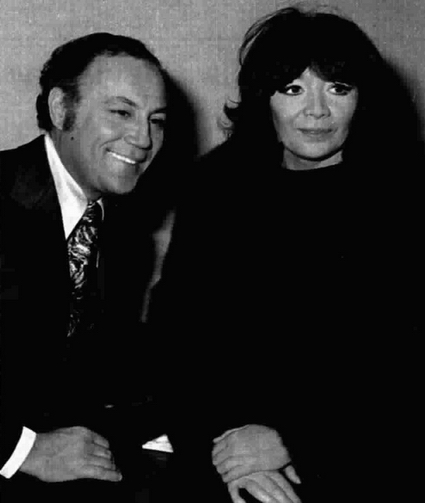
En 1972, aux côtés du chanteur Claudio Villa en marge d'un concert donné au profit de l'Unicef à Turin.

Au début des années 1970, Juliette Gréco effectue de nombreuses tournées à l'étranger (notamment en Italie, en Allemagne, au Canada et au Japon), alors qu'en France, son succès semble marquer le pas. En effet, en 1972, elle quitte les productions Philips, chez qui elle enregistrait depuis plus de vingt ans, pour les productions Barclay et, sous ce label, sort deux albums : Juliette Gréco chante Maurice Fanon (1972) et Je vous attends (1974), opus essentiellement écrit par Henri Gougaud, exception faite de Ta Jalousie de Jean-Loup Dabadie et de la reprise de L'Enfance, chanson de Jacques Brel (extraite de son film de 1973, Le Far West). Parallèlement, Gérard Jouannest, son pianiste et accompagnateur depuis 1968, qu'elle épouse vingt ans plus tard, devient son compositeur attitré.
Le 1er décembre 1972, elle est présente, tout comme son époux Michel Piccoli, au grand meeting de l’Union de la gauche au parc des Expositions, conséquence de la signature du programme commun. Elle soutient François Mitterrand pour l'élection présidentielle de 1974 et lui renouvelle son soutien en 1981 et en 1988 tout en soutenant le Parti communiste français (PCF) pour les élections législatives. Engagée en faveur de plusieurs causes (paix, homosexualité, sans-papiers), elle chante à la fête de l'Humanité en 1999 et à la fête de Lutte ouvrière en 2001.
Nouveau changement de maison de disque en 1975. Elle quitte Barclay pour faire graver ses deux albums suivants chez RCA Victor : Vivre en 1975, et Gréco chante Jacques Brel, Henri Gougaud, Pierre Seghers en 1977. Pour ces deux albums, elle reprend sa plume de parolière (exercice auquel elle s'est déjà essayée en 1969) pour écrire successivement : Fleur d'orange, Le Mal du temps et L'Enfant (1975), Pays de déraison et L'amour trompe la mort (1977). Sa carrière de parolière s'achève avec ces cinq titres.
Entre 1982 et 1983, elle semble faire un bilan de sa carrière, car consécutivement à la parution de ses mémoires (Jujube, Stock, 1982), Juliette Gréco établit sous la direction artistique de Gérard Meys son anthologie discographique telle qu'elle la conçoit à ce moment-là. François Rauber réalise les arrangements et dirige l'orchestre tandis que Gérard Jouannest est au piano. Cette anthologie est commercialisée en trois volumes séparés chez les disques Meys (voir discographie).
Toujours chez les disques Meys, Gréco enregistre un nouvel album, Gréco 83 où, encore une fois, de nouveaux auteurs venus d'horizons divers lui écrivent du sur-mesure, dont Les Années d'autrefois, du journaliste Richard Cannavo, qui devient un titre incontournable de ses tours de chant. Parmi les autres auteurs figurent le dessinateur humoristique Gébé (Bleu sans cocaïne), l'auteur-compositeur-interprète Allain Leprest (Le Pull-over, musique de Jean Ferrat) et le parolier Claude Lemesle (Y a que les hommes pour s'épouser).
Elle est faite chevalier de la Légion d'honneur par le Premier ministre Laurent Fabius, le 23 octobre 1984.
Elle retrouve son public de l'Olympia en 1991 et l'album du concert est édité par Philips.
Elle enregistre en 1993 un album écrit par Étienne Roda-Gil sur des musiques, entre autres, de João Bosco, Julien Clerc, Gérard Jouannest et Caetano Veloso.
En octobre de la même année, un nouvel Olympia précède une tournée.
Après une absence discographique de quatre ans, elle enregistre, en 1998, pour les disques Meys un album écrit par Jean-Claude Carrière. Son récital au théâtre de l'Odéon à Paris en mai 1999 est enregistré.

### 2000-2015

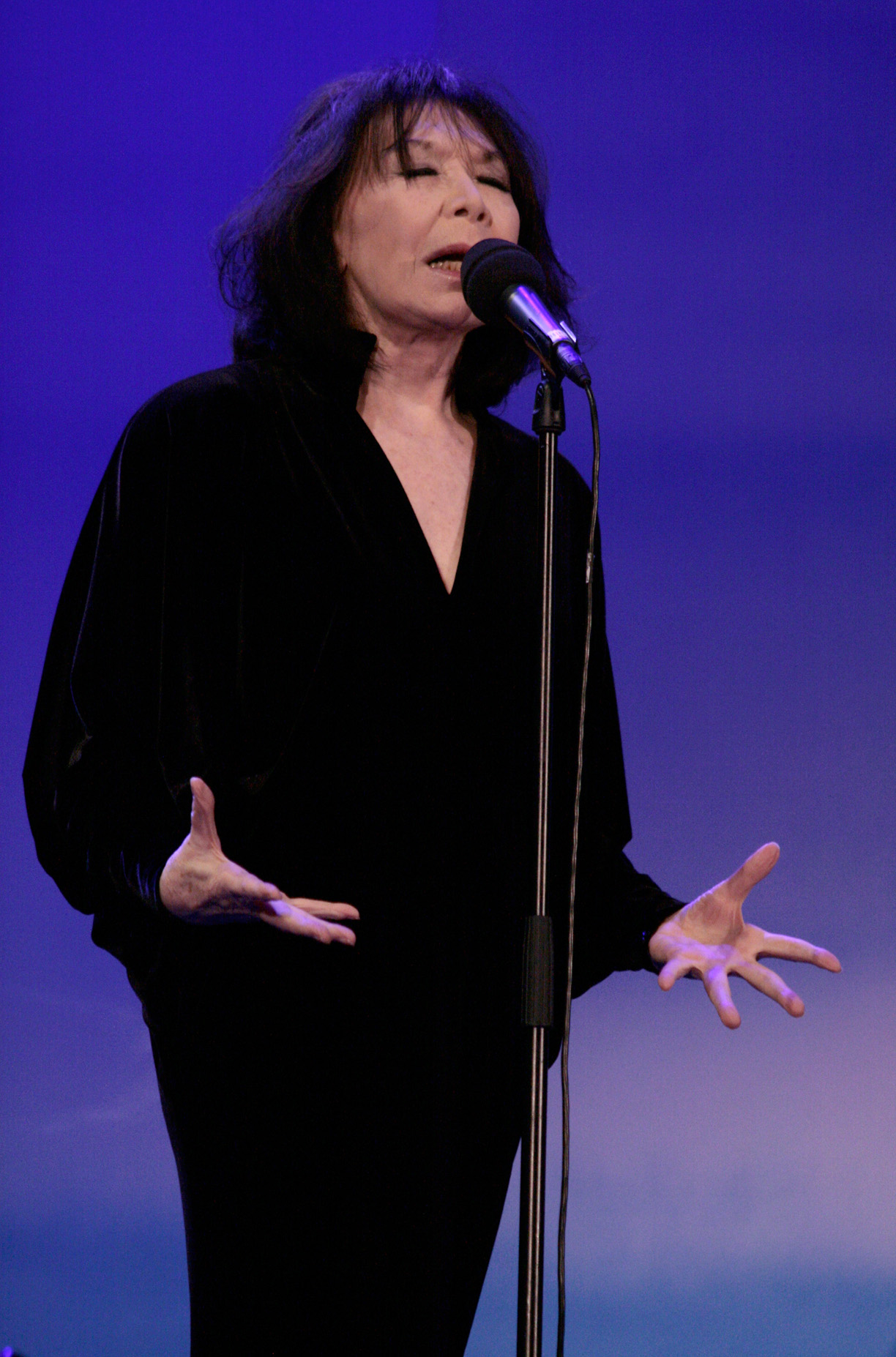
Au Festival de Vienne en Autriche en 2009

En 2003, Juliette Gréco enregistre chez Polydor un nouvel album sur des textes de Christophe Miossec, Marie Nimier et Jean Rouault, Benjamin Biolay et Gérard Manset. L'ensemble est mis en musique par Gérard Jouannest et François Rauber.
Elle retrouve l'Olympia en 2004.
En 2006, elle part pour New York enregistrer un album avec des musiciens de jazz qui paraît en France sous le titre Le Temps d'une chanson. Elle le chante sur la scène du théâtre du Châtelet à Paris seulement accompagnée d'un piano et d'un accordéon.
Le 10 mars 2007, les Victoires de la musique la couronnent d'une « Victoire d'honneur » pour toute sa carrière. Pour la première fois, le 27 octobre 2007, elle donne un concert à la salle Pleyel accompagnée d'une formation réduite.
En novembre 2008, elle enregistre en duo la chanson Roméo et Juliette avec Abd Al Malik (album Dante). Fin 2008, début 2009, elle prépare un nouvel album réalisé à partir de textes d'Olivia Ruiz et d'Abd Al Malik. Je me souviens de tout marque également sa rencontre — enfin — avec Brigitte Fontaine.
Proche de la gauche, elle a cosigné, avec Pierre Arditi, Maxime Le Forestier et Michel Piccoli une lettre ouverte, le 4 mai 2009, à l'intention de Martine Aubry, première secrétaire du Parti socialiste, appelant les députés socialistes à adopter la loi Création et Internet.
En mars 2010, un nouveau documentaire, Je suis comme je suis de Brigitte Huault-Delannoy, est projeté en son honneur et en sa présence à Montréal (place des Arts).
Le 27 juillet 2011, elle donne le récital de clôture du festival de Valence sur la scène du parc Jouvet, accompagnée par son pianiste Gérard Jouannest et un accordéoniste. Des centaines de spectateurs l'applaudissent et lui offrent une longue ovation debout.
Elle est membre du comité de parrainage de la Coordination pour l'éducation à la non-violence et à la paix.
En janvier 2012, elle sort un nouvel album Ça se traverse et c'est beau, un hommage à Paris et ses ponts. Marie Nimier, Thierry Illouz, Amélie Nothomb, François Morel, Antoine Sahler, Philippe Sollers, Gérard Duguet-Grasser ou encore Jean-Claude Carrière figurent entre autres parmi les auteurs des chansons de cet album. Melody Gardot, Marc Lavoine et Féfé l'accompagnent chacun en duo et Guillaume Gallienne y interprète un texte.
En février 2012, elle est pour trois soirs sur la scène du théâtre du Châtelet de Paris. Le 5 février 2012, à l'occasion de son 85e anniversaire, elle est la vedette de la soirée sur Arte qui diffuse Juliette Gréco, l'insoumise, le film documentaire d'Yves Riou et Philippe Pouchain (projeté au « Rendez-vous with French Cinéma » à New-York) suivi de son concert de 2004 à l'Olympia ; pour les téléspectateurs allemands, les chansons de son concert ont été sous-titrées par des textes allemands dus à la plume de Didier Caesar (Dieter Kaiser, Stuttgart). Le 12 avril 2012, Juliette Gréco reçoit des mains du maire Bertrand Delanoë la Grande médaille de vermeil de la Ville de Paris. Bertrand Delanoë déclare : « Il était temps que sa ville lui dise merci. Juliette Gréco, c'est la Parisienne. La Parisienne d’aujourd’hui et la Parisienne qui incarne le temps de Paris qui ne passe jamais ». La chanteuse, qui a souvent représenté la France et Paris à l'étranger, répond : « Je ne suis pas née à Paris, j'ai vu le jour à Montpellier. Mais j'ai été mise au monde ici,. ». En Allemagne, le 14 avril 2012, elle monte de nouveau sur la scène du Theaterhaus Stuttgart (de) pour un concert donné à guichets fermés, accompagnée par son pianiste et mari Gérard Jouannest, devant un public ravi qui, pour la remercier, se lève pour l'applaudir. Dans sa loge elle accueille le traducteur et interprète de chansons françaises Dieter Kaiser, chanteur lui-même de chansons et auteur-compositeur allemand sous le nom de scène Didier Caesar. Le 20 octobre 2012, elle est faite « citoyenne d’honneur de la Ville de Montpellier » et inaugure la plaque apposée sur la façade de la maison située au 2, rue Doria (quartier des Arceaux) où elle est née le 7 février 1927 au matin. Elle y a vécu jusqu’à l’âge de trois ans avant d’aller habiter chez sa grand-mère maternelle domiciliée dans le Bordelais.
Le 1er octobre 2013, Juliette Gréco, victime d'un malaise après quarante-cinq minutes, n'a pas pu finir son concert sur la scène de l'espace Montgolfier à Davézieux, près d'Annonay (source Le Dauphiné/Ardèche). Le 28 octobre 2013 sort, chez Deutsche Grammophon/Universal Music, l'album Juliette Gréco chante Brel, réunissant douze chansons de Jacques Brel arrangées par le pianiste Bruno Fontaine et par le mari de la chanteuse, Gérard Jouannest. Deux récitals de la chanteuse sont annoncés pour les 16 et 17 mai 2014 à l'Olympia.
En 2014, le trompettiste Ibrahim Maalouf l'invite dans le concert qu'il donne à l'Olympia et l'accompagne dans la reprise de La Javanaise.
Début 2015, elle annonce une ultime tournée qui débutera fin avril 2015 : « J'ai 88 ans, et je n'ai pas envie de monter sur scène en boitant. C'est une question de courtoisie, de dignité. [...] Je veux partir debout. Je ne voudrais pas faire pitié. J'ai horreur de ça », déclare-t-elle durant une interview avec Le Parisien. Le 24 avril 2015, elle commence sa tournée d’adieu intitulée « Merci » qui dure un an. À la première date de sa tournée, le 24 avril au Printemps de Bourges, elle est obligée d’écourter son récital, victime d’un coup de chaleur. Elle est de nouveau victime d'un coup de chaleur à la première date de sa tournée au Canada à Tadoussac le 12 juin 2015 et ne peut terminer son tour de chant. En novembre 2015, sort L'Essentielle, une anthologie de ses chansons en 13 CD ainsi qu'une compilation intitulée Merci ! incluant la chanson inédite Merci, écrite par Christophe Miossec et composée par Gérard Jouannest.

### «Merci», tournée d'adieux
Sa tournée d'adieux « Merci », comprenant plusieurs dizaines de dates, a lieu en avant-première le 1er mars 2015 à Athènes (Grèce), mais commence officiellement le 24 avril 2015 au Printemps de Bourges. Juliette Gréco chante ensuite à Tel Aviv au début mai 2015, puis au Canada à Tadoussac, Montréal, Sherbrooke et Toronto en juin 2015, en Italie à Milan et Spolète puis en Belgique à Anvers en juillet 2015, à la Fête de l'Humanité, au festival de la voix au Pays de Dieulefit ainsi qu'à Amsterdam en septembre 2015, en Allemagne (Berlin, Francfort, Hambourg, Stuttgart) puis une partie de la France (Tours, Limoges, Lons-le-Saunier et Caen) en octobre et novembre 2015. En décembre 2015, elle fait quelques grandes salles parisiennes (Châtelet, théâtre des Champs-Élysées et La Cigale). Le 6 février 2016, elle donne un concert exceptionnel dans le musée du Louvre devant la sculpture de la Victoire de Samothrace puis un autre le 7 février, jour de ses 89 ans, au théâtre de la Ville de Paris qu'elle avait inauguré en 1968. De la fin février à la mi-mars 2016, elle continue sa tournée en province française, elle chante à Abbeville, Châtel-Guyon, Nîmes, Sérignan, Saint-Estève. Le 24 mars 2016, elle est victime d'un AVC dans un hôtel du centre-ville de Lyon où elle faisait étape en vue d'un concert à Sausheim prévu le lendemain. Quelque temps après cet AVC, son entourage indique qu'elle a « bien récupéré » et « retrouvé toutes ses facultés physiques et intellectuelles ». Pourtant, début avril, son producteur annonce qu'elle entame une convalescence et qu'elle devra reporter à l'automne 2016 la plupart des concerts prévus au printemps : Sausheim, Maisons-Alfort, Chenôve, Langres, au Casino de Paris ainsi qu'à Cardiff, au Barbican Centre de Londres et au Bunkamura Hall de Tokyo. Au fil des mois, elle annule graduellement l'intégralité des dates restantes de sa tournée. Son dernier concert restera donc celui du 12 mars 2016 au Théâtre de l'Étang à Saint-Estève, dans les Pyrénées-Orientales.

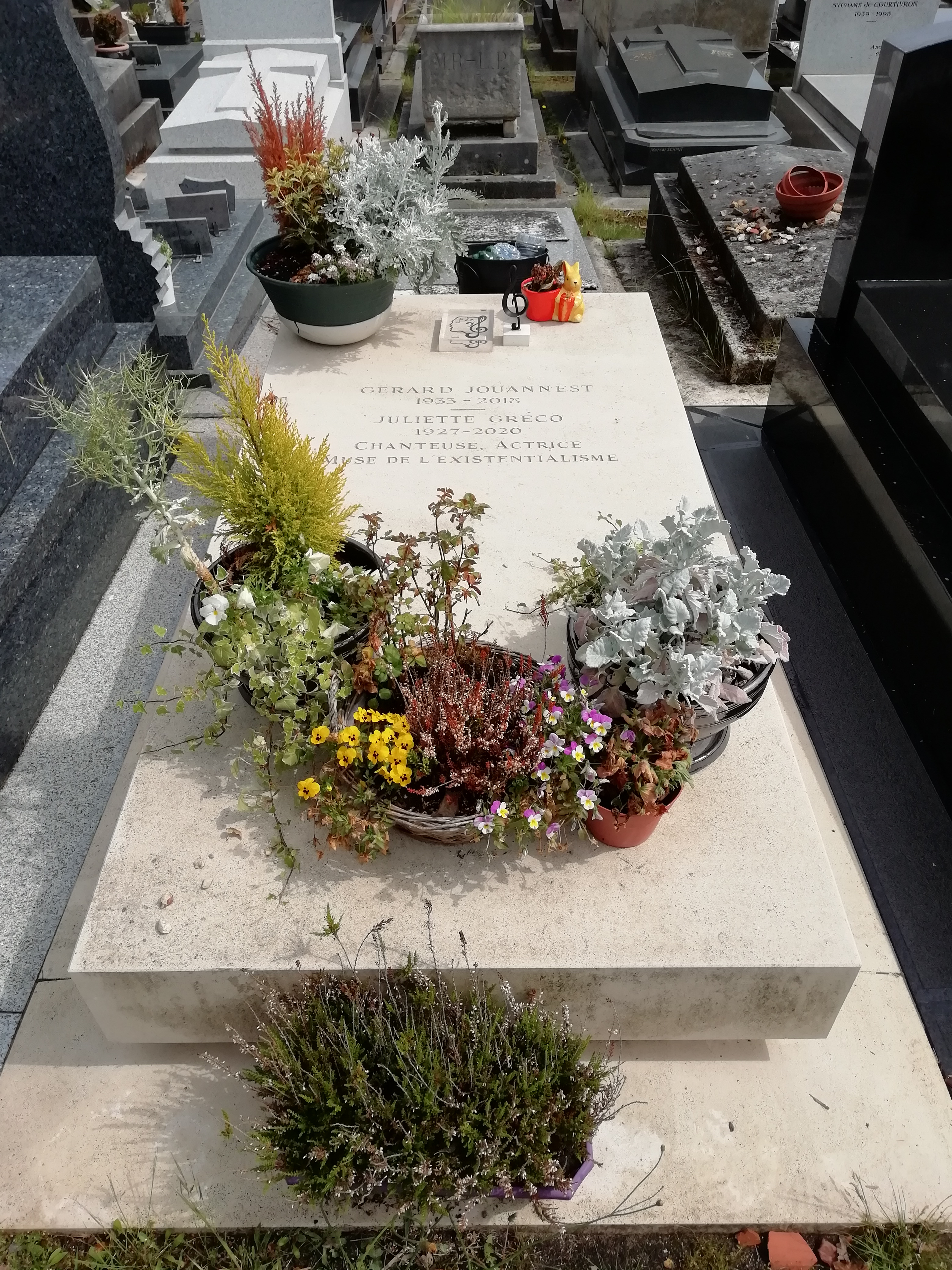
Tombe de Juliette Gréco et Gérard Jouannest au cimetière du Montparnasse (division 7).

Dans le magazine Télérama du 24 juillet 2020, elle se confie sur sa vie depuis son accident cérébral et son retrait de la scène, révélant notamment au public la mort de sa fille Laurence à l'âge de 62 ans en 2016.

### Mort
Elle meurt le 23 septembre 2020 dans sa demeure à Ramatuelle (Var), à l'âge de 93 ans ; après une cérémonie à l'église de Saint-Germain-des-Prés, elle est inhumée dans la plus stricte intimité le 5 octobre au cimetière du Montparnasse (division 7), auprès de son dernier époux, Gérard Jouannest, mort en 2018.

### Carrière internationale
Tout au long de ses près de soixante-dix ans de carrière, depuis sa première tournée au Brésil en 1950 jusqu'à la fin de sa carrière en 2016, Juliette Gréco s'est produite sur les scènes des plus grands opéras ou théâtre d'Europe (Espagne, Portugal, Italie, Belgique, Suisse, Pays-Bas, Grande-Bretagne...). Après la Seconde Guerre mondiale, elle est d’ailleurs la première chanteuse française à se produire en Allemagne (notamment à la Philharmonie de Berlin où elle retourne régulièrement, de la seconde moitié des années 1960 jusqu’aux années 2000). Dès les années 1950, Juliette Gréco s’installe définitivement parmi les rares artistes français capables de remplir des salles dans le monde entier, tout en s'entourant généralement de musiciens français et en leur donnant des opportunités de carrières internationales (ex. : Joss Baselli, Léo Petit, Richard Galliano, Gérard Gesina Jean-Marc Lajudie). À titre d'exemple, on compte plus d'une trentaine de tournées au Japon depuis 1961, de multiples concerts aux États-Unis, en Amérique du Sud, au Canada, en Israël… Au Chili, l’un de ses récitals fait date : conviée à chanter devant un parterre de militaires, la chanteuse interprète ce soir-là un programme constitué en majeure partie de chansons antimilitaristes : « Je suis sortie de scène dans un silence de mort ; le plus beau bide de ma carrière »[réf. nécessaire].

### Vie privée

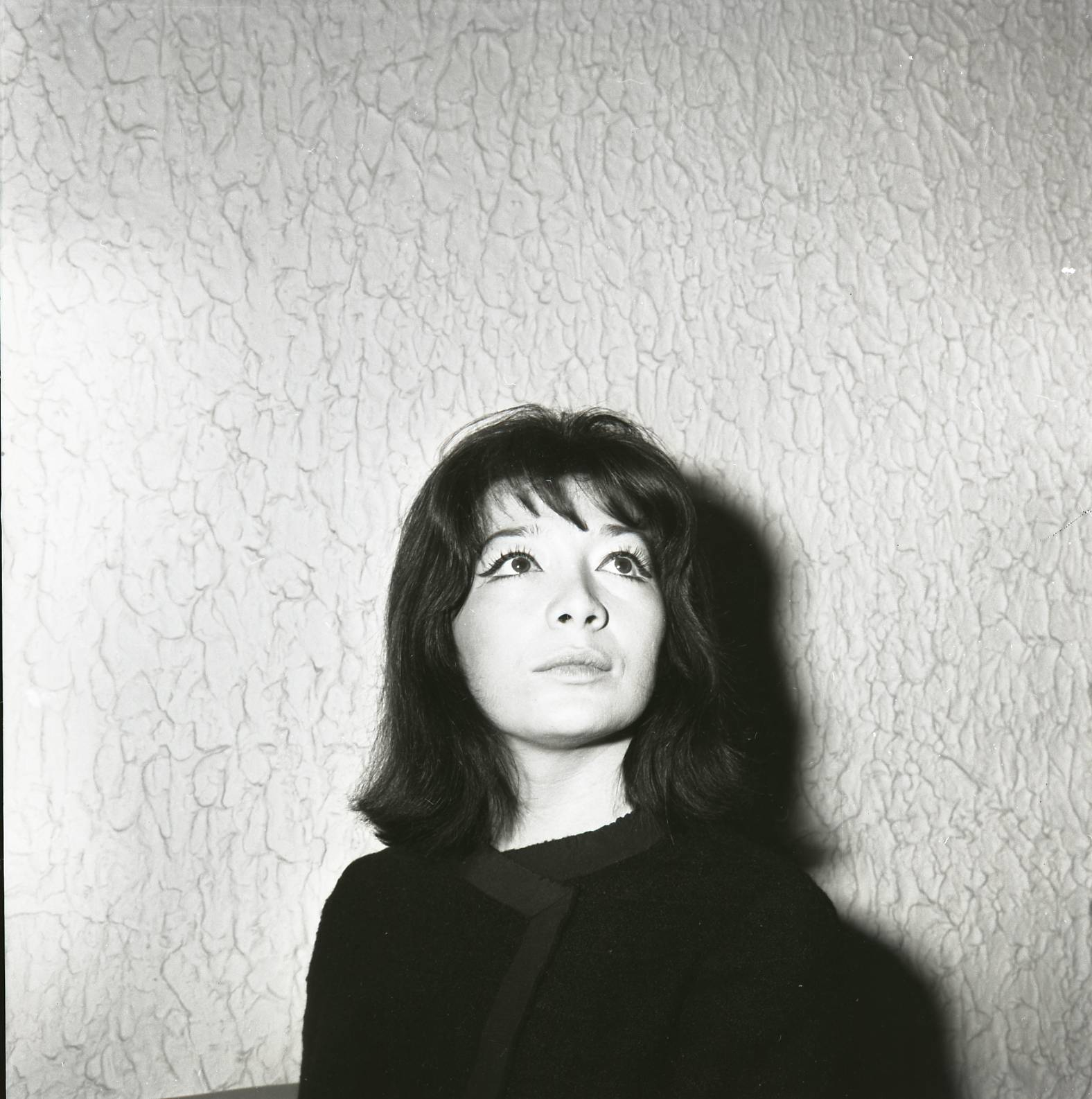
En Israël en 1962

À 19 ans, elle rencontre le champion automobile Jean-Pierre Wimille, qui devient son premier amour, bien qu'il ait le double de son âge et soit marié. Leur relation prend fin tragiquement avec la mort accidentelle du champion pendant une course en janvier 1949.

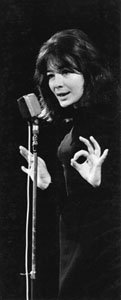
En 1963.
Photo d'Erling Mandelmann.

Au printemps 1949, à 22 ans, elle rencontre le trompettiste de jazz américain Miles Davis alors qu'elle se produit sur la scène du cabaret Le Bœuf sur le toit. Miles Davis, alors âgé de 23 ans, est de passage à Paris. Michèle Vian, l'épouse de Boris Vian, les présente l'un à l'autre. Leur coup de foudre est réciproque. La ségrégation raciale sévissant outre-Atlantique à cette époque les empêche d'envisager un avenir commun sur le sol américain. Miles Davis rentre seul aux États-Unis. Juliette Gréco confiera plus tard entendre la liberté dans sa musique, si précieuse dans le contexte de l'après-guerre. Ils se reverront par la suite aux États-Unis et en France, peu de temps avant la mort du musicien.
En 1953, elle se marie avec le comédien Philippe Lemaire (1927-2004). Ils ont une fille, Laurence-Marie Lemaire, scripte de cinéma, morte d'un cancer du vivant de sa mère (1954-2016),. Ils se séparent en 1956. Juliette consacre deux chansons à sa fille en 1970, l'année de ses 16 ans.
En 1957, elle rencontre le producteur américain Darryl F. Zanuck qui la courtise activement. Il a finalement une idylle avec elle et voudrait en faire une vedette hollywoodienne. Elle tourne sur ses conseils dans plusieurs films, mais l’histoire d’amour entre « la muse de l’existentialisme » et le prestigieux producteur américain prend fin l'année suivante « Tout s’est déglingué, je suis un animal totalement sauvage. Il ne faut pas chercher à m’enfermer même dans une cage dorée. »
De 1966 à 1977, elle est mariée à l'acteur Michel Piccoli (1925-2020), et, en 1988, elle épouse Gérard Jouannest (1933-2018).
Elle est très proche de sa petite-fille, l'actrice Julie-Amour Rossini-Chardronnet.

### Interprète

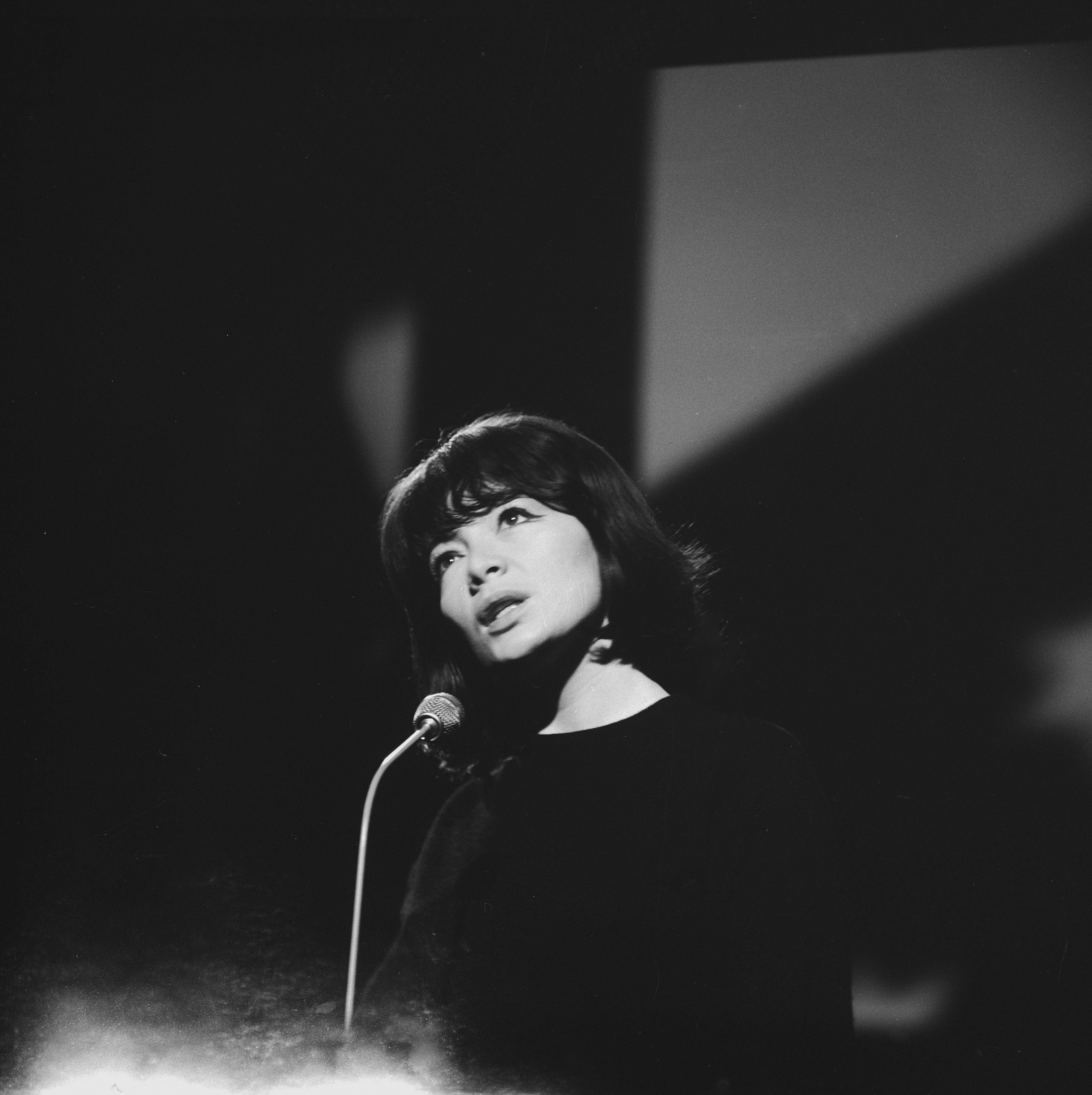
Au studios de cinéma Cinetone d'Amsterdam, en 1962

Juliette Gréco s'applique à interpréter et révéler de nouveaux auteurs et compositeurs, démarche artistique qui semble l'enthousiasmer davantage que d'écrire elle-même ses chansons, déclarant « Je suis là pour servir, je suis interprète. »

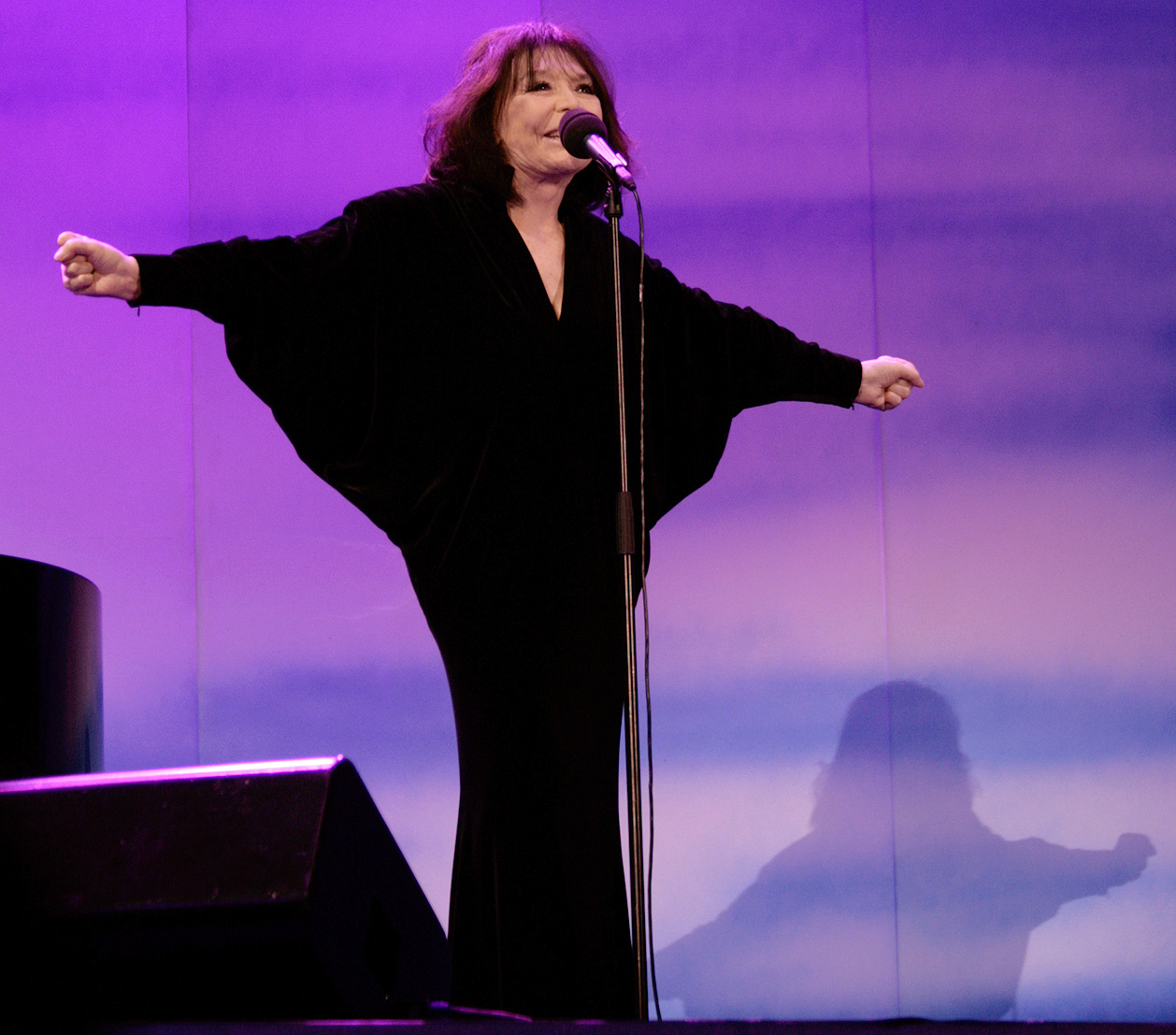
Juliette Gréco lors de l'ouverture du Festival de Vienne 2009 en Autriche.

« Dans tout ce que je chante et dans ma vie, je suis là quelque part. […] Les mots, c'est très grave, pour moi. […] Je ne peux pas mettre dans ma bouche des mots qui ne me plaisent pas. […] Je suis là pour servir. Il y a une belle phrase dans la Bible, qui dit : « Je suis la servante du Seigneur, qu'il me soit fait selon votre parole. » Et moi, mes Seigneurs, ce sont les écrivains et les musiciens. Je suis là pour servir, je suis interprète. […] La chanson est un art particulier, extrêmement difficile (quand c'est bien), contrairement à ce qu'on peut croire. Il faut écrire une pièce de théâtre ou un roman en 2 minutes ½ / 3 minutes et c'est un exercice extraordinaire. C'est grave, une chanson. Ça va dans les oreilles de tout le monde, ça se promène dans la rue, ça traverse la mer, c'est important une chanson, ça accompagne votre vie… […] Les poètes, les musiciens, ils ont besoin d'interprètes. Ils ne sont pas toujours les meilleurs interprètes de leurs œuvres, ce n'est pas vrai. Quelquefois, nous, interprètes, nous trouvons des choses qu'ils n'ont pas entendues, d'eux-mêmes… »

## Discographie

### Quelques chansons célèbres de son répertoire
- 1950 : Si tu t'imagines, poème de Raymond Queneau mis en musique par Joseph Kosma.
- 1950 : La Fourmi, poème de Robert Desnos mis en musique par Joseph Kosma.
- 1951 : Je suis comme je suis, paroles de Jacques Prévert et musique de Joseph Kosma[Note 11].
- 1951 : Les Feuilles mortes, du film Les Portes de la nuit de Marcel Carné, paroles de Jacques Prévert et musique de Joseph Kosma[Note 12].
- 1951 : Sous le ciel de Paris, du film Sous le ciel de Paris de Julien Duvivier, paroles de Jean Dréjac et musique d’Hubert Giraud.
- 1951 : Je hais les dimanches, paroles de Charles Aznavour et musique de Florence Véran.
- 1953 : La Fiancée du pirate, extraite de L'Opéra de quat'sous, adaptation française d'André Mauprey d'après des paroles de Bertolt Brecht, musique de Kurt Weill.
- 1954 : Coin de rue, paroles et musique de Charles Trenet.
- 1955 : Chanson pour l'Auvergnat, paroles et musique de Georges Brassens.
- 1957 : Musique Mécanique, paroles Boris Vian, musique et orchestration d'André Popp.
- 1957 : La Complainte du téléphone, paroles François Billetdoux, musique et orchestration d'André Popp.
- 1959 : De Pantin à Pékin, paroles de Pierre Delanoé, musique et orchestration d'André Popp.
- 1959 : Il était une oie, paroles et musique Serge Gainsbourg, orchestration André Popp.
- 1960 : Il n'y a plus d’après, paroles et musique de Guy Béart.
- 1961 : Jolie Môme, paroles et musique de Léo Ferré, orchestration André Popp.
- 1961 : C'était bien (Le P'tit bal perdu), paroles de Robert Nyel et musique de Gaby Verlor.
- 1961 : Le Temps passé, paroles et musique de Georges Brassens, orchestration André Popp.
- 1961 : Chandernagor, paroles et musique de Guy Béart, orchestration André Popp.
- 1962 : Accordéon, paroles et musique de Serge Gainsbourg.
- 1962 : Paris Canaille, paroles et musique de Léo Ferré.
- 1963 : La Javanaise, paroles et musique de Serge Gainsbourg.
- 1965 : Marions-les, paroles de Robert Nyel et musique de Gaby Verlor.
- 1966 : Un petit poisson, un petit oiseau, paroles de Jean-Max Rivière et musique de Gérard Bourgeois.
- 1967 : Déshabillez-moi, paroles de Robert Nyel et musique de Gaby Verlor.
- 1967 : Une chanson comme on n'en fait plus, paroles de Françoise Dorin et musique de Gaby Verlor.
- 1970 : Les Pingouins, paroles et musique de Frédéric Botton.
- 1971 : La Chanson des vieux amants, paroles de Jacques Brel et musique de Jacques Brel/Gérard Jouannest.
- 1971 : J'arrive, paroles de Jacques Brel et musique de Jacques Brel/Gérard Jouannest.
- 1971 : Je me battrai toujours, paroles de Robert Nyel et musique de Gaby Verlor.
- 1972 : Mon fils chante, paroles de Maurice Fanon et musique de Gérard Jouannest.
- 1977 : Non monsieur je n'ai pas vingt ans, paroles d'Henri Gougaud et musique de Gérard Jouannest.
- 1983 : Le Temps des cerises, poème de Jean Baptiste Clément et musique d'Antoine Renard.
- 1988 : Ne me quitte pas, paroles et musique de Jacques Brel[Note 13] (cocomposée par Gérard Jouannest, non crédité[43]).
- 2006 : La Chanson de Prévert, paroles et musique de Serge Gainsbourg.
- 2009 : Le Déserteur, paroles et musique de Boris Vian[44].

## Filmographie

### Cinéma
- 1948 : Les Frères Bouquinquant de Louis Daquin : une religieuse
- 1949 : Ulysse ou les mauvaises rencontres (Aller et retour), court métrage d'Alexandre Astruc : Calypso
- 1949 : Au royaume des cieux de Julien Duvivier : Rachel
- 1950 : Orphée de Jean Cocteau : Aglaonice
- 1951 : Sans laisser d'adresse de Jean-Paul Le Chanois : la chanteuse — Elle chante La Fiancée du prestidigitateur
- 1951 : Boum sur Paris de Maurice de Canonge : elle-même — Elle chante Je hais les dimanches
- 1952 : Le Gantelet vert (The Green Glove) de Rudolph Maté : la chanteuse — Elle chante Romance et L'amour est parti
- 1953 : La Route du bonheur (Saluti e baci) de Maurice Labro et Giorgio Simonelli : elle-même
- 1953 : Quand tu liras cette lettre de Jean-Pierre Melville : Thérèse Voise
- 1955 : Elena et les Hommes de Jean Renoir : Miarka, la bohémienne — Elle chante Miarka et Méfiez-vous de Paris[Note 14]
- 1956 : La Châtelaine du Liban (La Castellana del Libano) de Richard Pottier : Maroussia — Elle chante Mon cœur n'était pas fait pour ça
- 1956 : L'Homme et l'Enfant de Raoul André : Nicky Nistakos
- 1957 : Œil pour œil (Occhio per occhio) d'André Cayatte, Gréco (silhouette) chante C'est de destin qui commande
- 1957 : Le soleil se lève aussi (The Sun Also Rises) d'Henry King : Georgette Aubin
- 1958 : Bonjour tristesse d'Otto Preminger : elle-même — Elle chante Bonjour tristesse
- 1958 : Les Racines du ciel (The Roots of Heaven) de John Huston : Minna
- 1958 : La Rivière des alligators (The Naked Earth) de Vincent Sherman : Maria — Elle chante Demain il fera jour
- 1959 : La Lorelei brune (Whirlpool) de Lewis Allen : Lora — Elle chante Whirlpool et Pieds nus dans mes sabots (Barefoot In My Clogs)
- 1960 : Drame dans un miroir (Crack in the Mirror) de Richard Fleischer : Éponine/Florence
- 1961 : Le Grand Risque (The Big Gamble) de Richard Fleischer : Marie
- 1962 : Maléfices d'Henri Decoin : Myriam Heller
- 1964 : Cherchez l'idole de Michel Boisrond : simple apparition
- 1965 : L'Amour à la mer de Guy Gilles : l'actrice
- 1965 : La Case de l'oncle Tom (Onkel Toms Hütte) de Géza von Radványi : Dinah — Elle chante Tant pis, tant pis pour moi (So Much the Worse For Me)
- 1966 : La Nuit des généraux (The Night of the Generals) d'Anatole Litvak : Juliette — Elle chante L'amour est plus jeune que la mort
- 1967 : Le Désordre à vingt ans, documentaire de Jacques Baratier : elle-même
- 1973 : Le Far West de Jacques Brel : simple apparition
- 1975 : Lily aime-moi de Maurice Dugowson : Flo
- 1999 : Lettre à mon frère Guy Gilles, cinéaste trop tôt disparu, documentaire (moyen métrage) de Luc Bernard : elle-même
- 2001 : Paris à tout prix, télésuite documentaire d'Yves Jeuland : elle-même
- 2001 : Belphégor, le fantôme du Louvre : la dame qui passe dans le cimetière
- 2002 : La Dernière Fête de Jedermann (Jedermanns Fest) de Fritz Lehner : Yvonne Becker

### Télévision
- 1965 : Belphégor ou le Fantôme du Louvre, feuilleton télévisé de Claude Barma : Laurence/Stéphanie — À la suite du succès de ce feuilleton, dans lequel elle ne chante pas, Gréco enregistre postérieurement la chanson Belphégor (le compositeur Philippe-Gérard s'inspire de la musique composée par Antoine Duhamel pour le feuilleton).

## Théâtre
- 1946 : Victor ou les Enfants au pouvoir de Roger Vitrac, théâtre Agnès Capri - Gaîté-Montparnasse
- 1955 : Anastasia de Marcelle Maurette, mise en scène Jean Le Poulain, théâtre Antoine
- 1964 : Bonheur, impair et passe de Françoise Sagan, mise en scène Claude Régy, Françoise Sagan, théâtre Édouard-VII

## Livres audio
- 1992 (2003, 2020) : Lettres à sa fille de Madame de Sévigné, Paris, des femmes-Antoinette Fouque, coll. « La Bibliothèque des voix »  (EAN 3328140020083).
- 1994 : Voix de femmes pour la démocratie, recueil collectif, Paris, des femmes-Antoinette Fouque, coll. « La Bibliothèque des voix »  (EAN 3328140001037).

## Émissions de télévision

### La. La. La.— Émission télé de1966
Lors de cette émission qui lui est entièrement consacrée, Gréco est entourée de Charles Trenet, Joseph Kosma, Françoise Sagan, Serge Gainsbourg et Pierre Louki. Deux d'entre eux témoignent ainsi :
- Joseph Kosma : « Vous avez changé le visage de la chanson parce que votre choix est toujours la poésie. La chanson n'est pas toujours poétique et puis vous avez vraiment fait quelque chose de très important. Simplement, vous existez, cela suffit. »
- Serge Gainsbourg (après avoir interprété La Javanaise) : « Cette Javanaise, qui fut si incomprise parce que j'y parle javanais, je l'ai écrite pour Juliette Gréco et je lui ai donnée [sic] aussitôt son retour des Amériques [sic] [parution en mai 1963]. Je pense être un auteur privilégié puisqu'elle m'a chanté et je pense qu'il n'y a pas un auteur digne de ce nom ou au moins ayant un tant soit peu de tenue littéraire qui n'ait souhaité écrire pour elle. »

Auprès de Pierre Louki, Gréco se désole que le talent de celui-ci ne soit pas reconnu à sa juste valeur :
- Gréco : « Moi, ce qui me fait très, très plaisir, c'est que tu as un très large éventail. C'est-à-dire que tu peux aussi bien écrire des chansons comme ça [Les Vrais copains, qu'il vient d’interpréter] ou comme Il y a vingt ans, ou comme Les Sardines, ou comme La Môme aux boutons… »
- Pierre Louki : « Ça faisait cinq, six ans (ou peut-être même sept ou huit ans) que j'écoutais les chansons de Juliette Gréco et je me disais, enfin, jamais elle ne me chantera… Et puis un vendredi ou un jeudi soir, enfin en tous les cas la veille, j'ai reçu un coup de fil me disant, viens à tel studio à telle heure, on t'enregistre L'Arbre mort. Je n'étais pas du tout au courant et alors j'ai dit, qui est-ce qui m'enregistre L'Arbre mort ? On m'a dit : Juliette Gréco. Et ça, je dois dire que je n'en revenais pas du tout et puis maintenant, je suis bougrement content… » (Gréco chante Sur l'Arbre mort, paroles de Pierre Louki et musique de Colette Mansard, 1963).

## Distinctions

### Décorations
- 2012 :  Commandeure de la Légion d'honneur[46],[47] ; officière (2002)[48] ; chevalière (1984)
- 2015 :  Grande officière de l'ordre national du Mérite[49] ; commandeure (2006)[50] ; officière (1999)
- 2016 :  Commandeure de l'ordre des Arts et des Lettres[51]

### Récompenses
- 1951 : prix Édith-Piaf d'interprétation de Deauville pour la chanson Je hais les dimanches (paroles de Charles Aznavour et musique de Florence Véran).
- 1952 : grand prix du disque pour la chanson Romance (paroles d'Henri Bassis et musique de Joseph Kosma).
- 1964 : grand prix de l'Académie Charles-Cros pour l'album Gréco chante Mac Orlan (paroles de Pierre Mac Orlan et musique de Philippe-Gérard).
- 2007 : victoire d'honneur pour sa carrière aux Victoires de la musique.
- 2009 : médaille d'or de la Sacem pour ses soixante ans de carrière.
- 2012 : grande médaille de vermeil de la Ville de Paris[21],[22].

## Hommages

### Rose

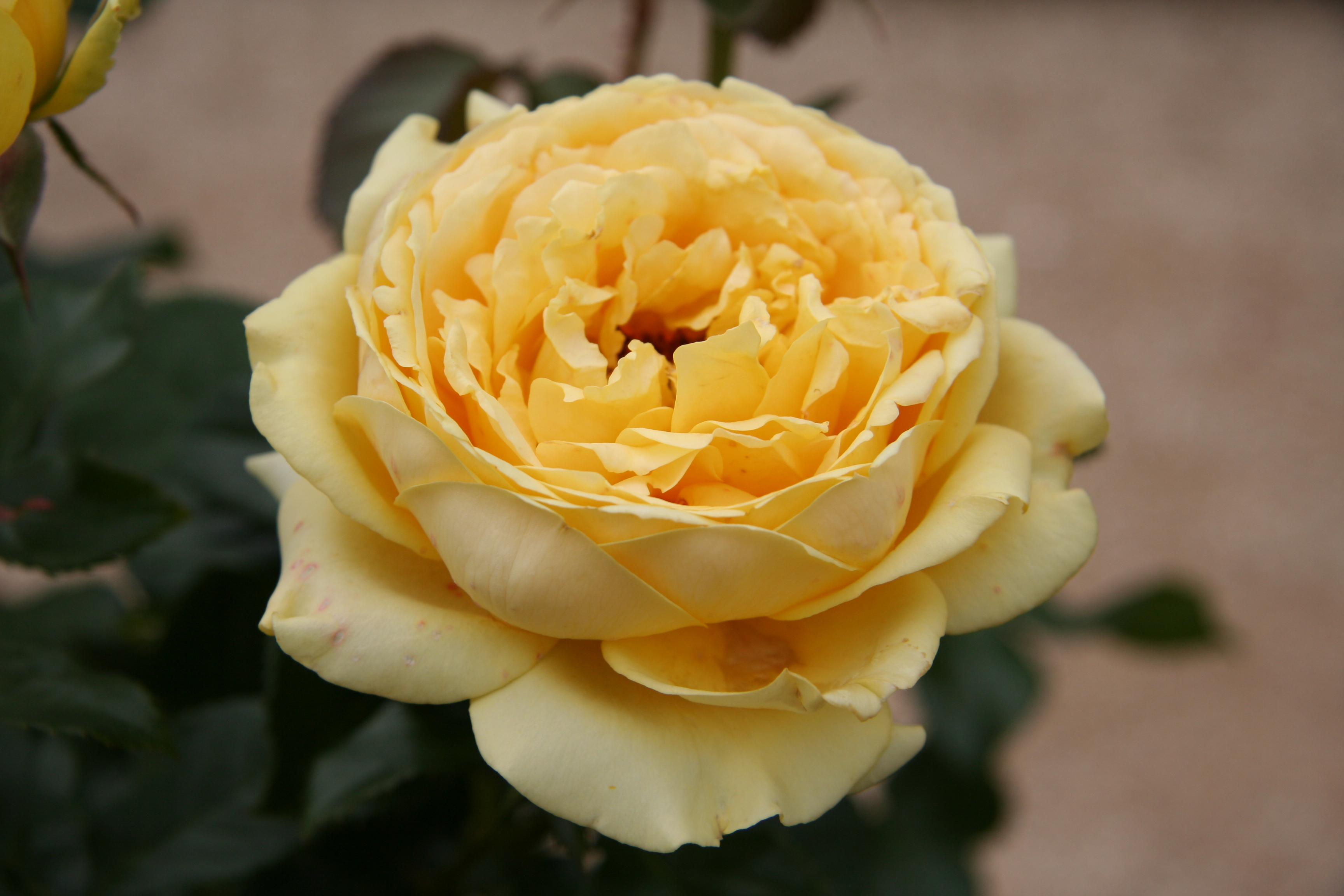
Rose 'Juliette Gréco' à la roseraie de Bagatelle.

- Une rose lui est dédiée par Georges Delbard en 1999 du nom de « Juliette Gréco ».

### Odonymes
- Place Juliette-Gréco, à Paris 6e ;
- rue Juliette-Gréco à Andernos-les-Bains ;
- rue Juliette-Gréco à Auray ;
- rue Juliette-Gréco à Caussade ;
- rue Juliette-Gréco à Pierrelaye ;
- rue Juliette-Gréco à Sauvian.

### Chansons
- Juliette Gréco est mentionnée dans les paroles de la chanson Le Temps des étudiants, interprétée par Les Compagnons de la chanson — présente sur leur album À Bobino, sorti en 1966 — et écrite par l'un d'entre eux, Jean Broussolle (qui reprend la musique, composée par l'américain Arthur Kent, de The Bird of bleeker street, du répertoire du groupe musical folk-dixie : The Village Stompers (en)) : « […] Gréco, ses longs cheveux dans le dos / Faisait les beaux jours des Deux Magots / Et au Flore, quand elle était là / On retenait son fauteuil tout comme à l'Olympia […] ». Dans l'album L'Eau de Jeanne Cherhal, le titre sous forme de bonus Greco, est rebaptisé Astoria sur l'album Charade[52], et fait référence au palace Waldorf-Astoria où la chanteuse a invité Miles Davis en 1957 et où elle vit là sa première expérience du racisme outre-Atlantique, le maître d'hôtel rechignant à s'occuper d'eux[12].
- Son nez (objet de plusieurs rhinoplasties), est évoqué dans les paroles de la chanson Et mon père, écrite, composée et interprétée par Nicolas Peyrac et sortie en 1975 : « […] Et Juliette avait encore son nez. / Aragon n'était pas un minet. / Sartre était déjà bien engagé. / Au Café de Flore, y avait déjà des folles / Et mon père venait de débarquer. […] ».
- Juliette Gréco est le titre d'une création slamée d'Abd al Malik (en collaboration avec Laurent Garnier et Bilal Al Aswad, frère ainé d'Abd al Malik), treizième et dernière œuvre de l'album Scarifications sorti en 2015.

## Théâtre
- 2024 : Je suis Gréco de Mazarine Mitterrand Pingeot et Léonie Pingeot.

### Bande dessinée
Le roman graphique Miles et Juliette publié en 2019, met en scène la brève histoire d'amour entre la chanteuse et Miles Davis.

## Publications
: document utilisé comme source pour la rédaction de cet article.

### Mémoires
- Juliette Gréco (préf. Josyane Savigneau), Jujube, Paris, Éditions Stock, 1994 (réimpr. 1993) (1re éd. 1982), 270 p. (ISBN 978-2-234-02620-9, présentation en ligne).
- Juliette Gréco, Je suis faite comme ça, Paris, Éditions Flammarion, coll. « Documents et essais d'actualité », 11 janvier 2012, 350 p. (ISBN 978-2-08-125489-3, présentation en ligne)

### Récits
- Juliette Gréco, Saint-Germain-des-Prés, éditions Michel Lafon, 2006, avec une iconographie de Yann Aubry  (ISBN 2749905346)
- Juliette Gréco raconte de Saint-Germain-des-Prés à Saint-Tropez, « Hors collection », photographies de Georges Dudognon, éditions Flammarion, 2013  (ISBN 9782081295742)

## Documents audiovisuels

### Vidéographie
- 1993 — Juliette Gréco Olympia 1993 — inédit, diffusé à plusieurs reprises sur la chaine Arte.
- 2004 — Juliette Gréco Olympia 2004 — 1 DVD Polydor

### Documentaires télévisés
- 2009 : Juliette Gréco « Je suis comme je suis », documentaire de Brigitte Huault-Delannoy (dans la collection Empreintes de France 5)
- 2012 : Juliette Gréco, l'insoumise, documentaire d'Yves Riou et Philippe Pouchain, diffusion le 5 février 2012 sur Arte, soirée Thema, Juliette, la Gréco[54]
- 2015 : Juliette Gréco, une femme libre, réalisé par Valérie Inizan et Jérôme Bréhier, voix off et interview par Stéphane Bern

### Son personnage dans la fiction
- 2010 : Gainsbourg (vie héroïque), film de Joann Sfar, Juliette Gréco est incarnée par Anna Mouglalis
- 2011 : V comme Vian, téléfilm de Philippe Le Guay, elle est incarnée par Myriam Moraly
- 2013 : La Bande du Tabou, spectacle de cabaret autour de Juliette Gréco et des années 1950 à Saint-Germain-des-Prés, Théâtre 13 / Jardin

## Témoignages
(octobre 2020).

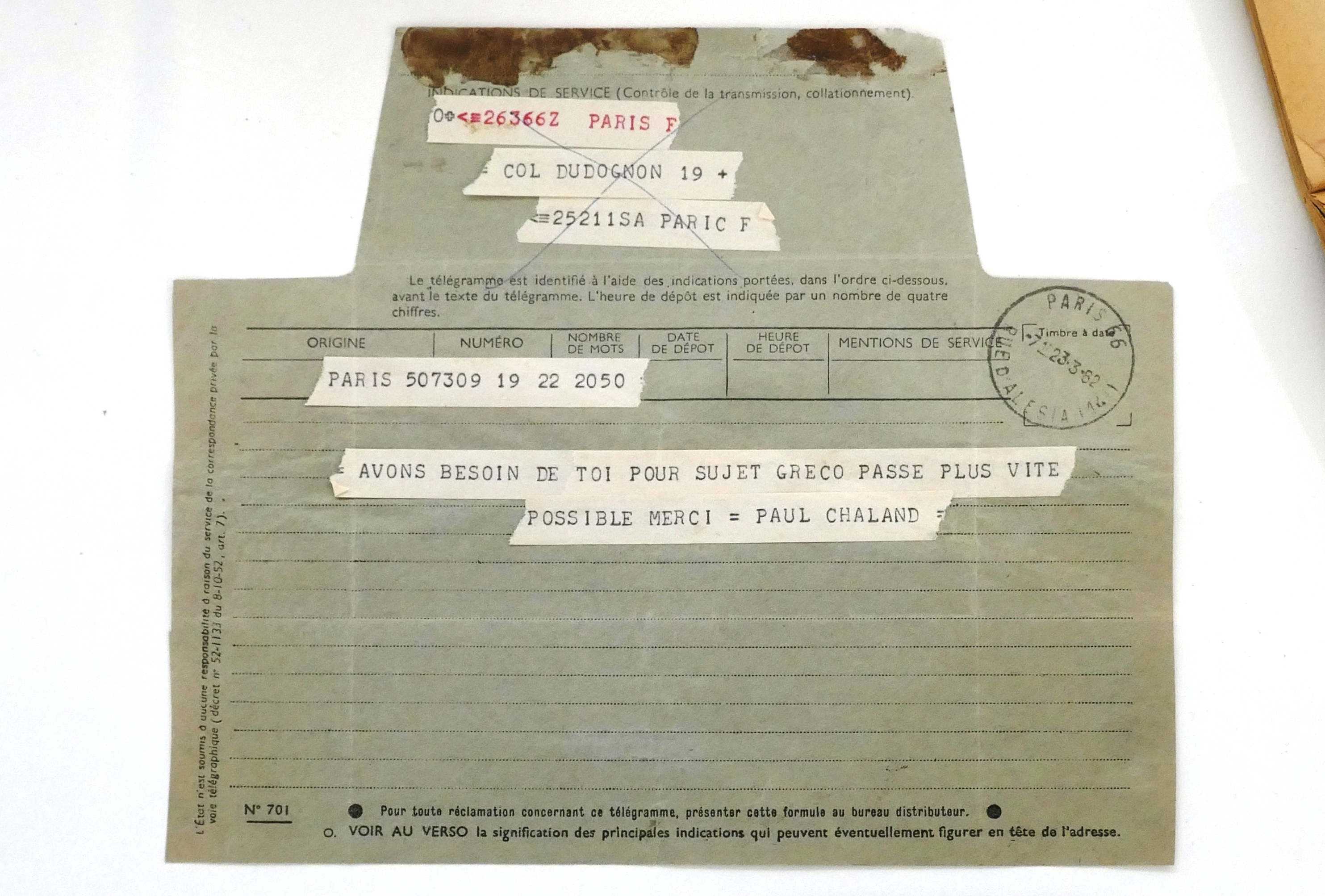
Télégramme de Paul Chaland, rédacteur en chef de Paris Match, du musée de la Gendarmerie et du Cinéma de Saint-Tropez (1962)

- Jean-Paul Sartre[Note 15] : « Gréco a des millions dans la gorge : des millions de poèmes qui ne sont pas encore écrits, dont on écrira quelques-uns. On fait des pièces pour certains acteurs, pourquoi ne ferait-on pas des poèmes pour une voix ? Elle donne des regrets aux prosateurs, des remords. Le travailleur de la plume qui trace sur le papier des signes ternes et noirs finit par oublier que les mots ont une beauté sensuelle. La voix de Gréco le leur rappelle. Douce lumière chaude, elle les frôle en allumant leurs feux. C'est grâce à elle, et pour voir mes mots devenir pierres précieuses, que j'ai écrit des chansons. Il est vrai qu'elle ne les chante pas[Note 16], mais il suffit, pour avoir droit à ma gratitude et à celle de tous, qu'elle chante les chansons des autres. »
- Pierre Mac Orlan[Note 17] : « Si vous entendez une voix qui est l'appel de l'ombre, c'est Gréco. Si les yeux clos, vous entendez la chanson de votre adolescence…c'est Gréco. C'est Juliette Gréco qui mène la chanson chez qui la lui réclame. »
- Louis Nucéra[Note 18] : « Juliette Gréco est davantage qu'un nom. C'est son prestige. Un mythe. Dans le cœur des foules d'Orient et d'Occident, elle est la plus grande depuis la disparition de Piaf. Elle a la beauté millénaire des chats et aussi leurs superbes silences peuplés de magie. »
- Alice Sapritch[Note 19] : « Je l'ai connue à Saint-Germain-des-Prés quand elle avait 16 ans. Elle y chantonnait déjà. On l'appelait Toutoute. C'était une période de vaches maigres et les chaussures manquaient comme le reste. Je lui en ai offert une paire en semelles de crêpe, c'était rare à l'époque. Elle en parle encore aujourd'hui avec beaucoup d'émotion. Je pourrais lui en vouloir un peu parce qu'elle n'a rien fait pour m'aider à rentrer au cinéma lorsqu'elle vivait avec Zanuck. C'est une oublieuse personne, mais je ne lui en veux pas de ses manques. Je l'aime bien et j'apprécie la manière dont elle a fait son chemin. »
- Jean-Pierre Melville (à propos de son film Quand tu liras cette lettre)[55] : « Gréco, c'était le côté pas sage du film. Juliette n'a jamais été du cinéma. Même à l'époque où elle vivait avec Darryl Zanuck, elle n'a jamais fait partie de ce monde. […] J'aimais beaucoup Juliette, une fille intelligente, vraiment très belle. Quand on se souvient de la petite boulotte de 47-48… Pendant le tournage elle était tellement mince que je l'appelais la limande… »
- Jacques Mercier, lors d'une émission de la RTB[Note 20] : « Le Portrait chinois que lui consacra André Lemoine nous révéla une chatte plutôt qu'une tigresse. « Chez le Chat Juliette Gréco » nous raconta André « le calme n'est qu’apparence, il cache une grande timidité. Réserve serait probablement un mot mieux adapté. La passion marque tout ce qu'elle entreprend, l'excès aussi, mais son charme et sa merveilleuse tolérance font qu'on lui pardonne volontiers ce travers. Elle s'intéresse en profondeur au monde qui entoure son univers personnel, aime vagabonder, faire des voyages, vivre pleinement les choses de la vie. Ce Chat apprécie, comme bien des chats, les réunions amicales, se prête aux réunions mondaines, histoire de briller, mais aussi d'observer les autres. Amie précieuse et dévouée, Juliette Gréco se montre à l'occasion une critique féroce. À noter qu'elle est plus intuitive que psychologue. Son jugement spontané apparaît sans défaut, alors que ses raisonnements sont souvent obscurcis par sa subjectivité ». Elle donna à André une note maximum. »
- Benjamin Biolay, à propos de leur collaboration[Note 21],[Note 22] : « Gréco, faudrait être con pour refuser. C'était quand même la fille qui se tapait Miles Davis, qui était dans les camps[Note 23]. Elle incarne une France que j'aime, une idéologie forte. »
- Bernard Lavilliers[42] : « On ne croise pas tous les jours des gens de ce niveau, qui ont cette espèce de sensibilité, d'intelligence et une sorte de classe tout en pouvant n'être jamais vulgaires, mais extrêmement drôles. Et même employer des mots que seuls les hommes emploient parce qu'elle doit faire ça depuis son adolescence. »
- Anna Mouglalis[Note 24],[Note 25] : « Gréco se fout des conventions avec une grâce inouïe. C'est une femme qui a eu un répertoire d'homme. Elle a cristallisé énormément de fantasmes sans jamais devenir un objet du désir. »